# Колывань (Алтайский край)
Колыва́нь — село в Курьинском районе Алтайского края России.
Административный центр сельского поселения Колыванский сельсовет.

## Физико-географическая характеристика
Село расположено на реке Белая на склоне Колыванского хребта в 33 км к северо-востоку от города Змеиногорска. Ближайшая железнодорожная станция Поспелиха находится в 80 км к северо-западу от Колывани.

## История
Село Колывань некоторыми[какими?] ошибочно соотносится с Бердским острогом и/или с пгт.Колывань Новосибирской области. Предгорная и гористая местности в границах Колыванского хребта и прилежащих к нему территорий  историческим и культурным центром которой является село Колывань имеет название Горная Колывань.
Село Колывань, один из старейших населённых пунктов в Алтайском крае, часто становится объектом пристального внимания археологов. Они открыли немало следов древних культур, исторических и археологических памятников. Один из них — поселение афанасьевцев «Подсинюшка». Специалисты относят его к эпохе энеолита (ранней бронзы, IV—III вв. до н. э.). Там найдены древние орудия, медные шлаки и обломки глиняных и каменных литейных форм.
Поселение обязано своим появлением томским «рудознатцам» — Степану Костылеву и Федору Комару, которые искали следы «старинных чудских копей», и в 1717 году сообщили томскому губернатору, что открыли на северо-западе предгорного Алтая месторождения, богатые залежами серебряных и медных руд.
Несмотря на усилия томского губернатора оставить добычу металлов в ведении государства, уральский промышленник Акинфий Демидов получил разрешение, и уже в 1726 году возле подножия Алтайских гор недалеко от реки Локтёвка была заложена первая «ручная» плавильная печь (её макет можно увидеть в Колыванском музее истории камнерезного дела). Затем на новом месте были возведены основные цеха Колыванского камнерезного завода. Он получил название по одноимённому селу, расположенному в четырёх километрах от Локтёвки — Колыванскому, затем завод стали называть в соответствии с возведённым в селе храмом — Колывано-Воскресенским. В 1747 году предприятия у Демидовых были отобраны, они перешли в собственность русских императоров и переданы в ведение Кабинета.
22 Февраля 1775 года из мушкетёрских рот лёгких полевых команд были сформированы четырёхротные полевые батальоны, в том числе и Колывано-Воскресенский.
К 1799 году плавильное производство постепенно пришло в упадок, но с 1786 года в Колыванском развивалась другая отрасль — камнерезное дело. Цеха завода по выплавке меди стали использоваться для изготовления произведений искусства из камня. В 1802 году на базе завода открылась шлифовально-гранильная фабрика.
С XIX века и до настоящего времени колыванские мастера передают из поколения в поколение умения и знания по обработке, шлифовке и отделке произведений искусства из камня: яшмы, белоречита, порфира, мрамора, розового агата и других минералов. В цехах завода изготавливались камины, вазы, колонны и другие изделия по рисункам знаменитых художников и архитекторов: Андрея Воронихина, Джакомо Кваренги, Карла Росси, Чарльза Камерона и других.
Многие музеи мира и частные коллекции во Франции и Японии, Америке и Монголии, Германии и Китае, Казахстане и Белоруссии могут похвалиться изделиями из ревневской яшмы. В Государственном Эрмитаже находятся изготовленные в Колывани 84 вазы, монолитные колонны из мрамора, торшеры и четыре изящные камеи. Там же находится «царица ваз», для которой был выделен отдельный зал, так как её диаметр превышает пять метров, а вес — 16 тонн. Для того чтобы она встала на своё место, была разобрана стена. Вазы с отделкой из бронзы находятся в залах Русского музея, Минералогический музей им. А. Е. Ферсмана в Москве украшают живописные камины.
Правопреемником этого завода стал Камнерезный завод имени И. И. Ползунова. В настоящее время в его стенах мастера обрабатывают яшму, порфир, кварцит и мрамор, создавая изделия и предметы искусства для научных и художественных целей. Сегодня он имеет в своём ассортименте не менее 11 видов наименований продукции, от визитниц, пепельниц из камня и шкатулок (16 видов), до настенных мозаичных панно, ваз и столов.
7 января 1939 Колывань получила статус рабочего посёлка. С 1992 года вновь сельский населённый пункт.

## Население
| 1939  | 1959  | 1970  | 1979  | 1989  | 1997  |
| ----- | ----- | ----- | ----- | ----- | ----- |
| 6171  | ↗6603 | ↘2416 | ↘1581 | ↗1610 | ↘1581 |
| 1998  | 1999  | 2000  | 2001  | 2002  | 2003  |
| ↘1541 | ↗1548 | ↗1563 | ↗1587 | ↘1466 | ↘1441 |
| 2004  | 2005  | 2006  | 2007  | 2008  | 2009  |
| ↘1394 | ↘1356 | ↘1277 | ↘1261 | ↘1243 | ↘1238 |
| 2010  | 2011  | 2012  | 2013  |       |       |
| ↘1225 | ↗1229 | ↘1182 | ↘1148 |       |       |

## Известные жители и уроженцы
- Первый начальник Колывано-Воскресенских заводов Андреас Бенедиктович Беэр.
- Изобретатели паровой машины И. И. Ползунов, С. В. Литвинов.
- Геолог, ботаник и краевед П. И. Шангин.
- Мастер камнерезного дела и изобретатель Ф. Стрижков, работы которого украшают залы Эрмитажа, а также другой умелец, завершивший обработку «царицы ваз», Михаил Лаулин.

В Колывани неоднократно бывали известные учёные и путешественники:
- Естествоиспытатель, немецкий учёный-энциклопедист Пётр Симон Паллас.
- Один из основателей географии как науки, известный путешественник и натуралист Александр Гумбольдт.
- Основатель первой русской школы флористов-систематиков в России, первым совершивший большую ботаническую экспедицию по Алтаю Карл Ледебур.
- Немецкий зоолог Альфред Брем, автор знаменитой научно-популярной работы «Жизнь животных» (нем. Brehms Tierleben) с восторгом писал о красоте природы Алтая, называя его «жемчужиной России»[15].
- Исследователь Сибири и Урала, немецкий естествоиспытатель на русской службе, врач, ботаник, этнограф и путешественник, Иоганн Гмелин.
- В Колывани прошли детские годы писателя С. А. Баталова.
- В Колывани родился участник ВОВ, военный лётчик, капитан, Володин Андрей Михайлович (р. 23.06.1926); награждён медалью «За победу над Японией», медалью «За победу над Германией в Великой Отечественной войне 1941–1945 гг.»

## Музеи
Колыванский музей истории камнерезного дела на Алтае
Музей истории камнерезного дела на Алтае предоставляет обзору посетителей несколько экспозиций. Прежде всего, минералы, из которых создаются уникальные изделия, превосходные работы мастеров 19 и 20 веков, а также старинные монеты, документы и фотографии из истории завода, макет станка для обработки камня прошлого века, предметы быта. Особая гордость музея – камея «Родомысл». Исключительно тонкой работы ювелирное изделие из союзной яшмы, на котором изображён профиль Александра I, изготовлено более 150 лет назад.
Музей леса рассказывает о флоре и фауне Колывани, народных промыслах и деятельности учёных, экологов и работников, сохраняющих лес.

## Туризм
Естественная красота Колывани и Курьинского района ежегодно собирает многочисленных туристов на уникальные озера Моховое и Белое, ведёт по горным маршрутам Белой и Синюхи, манит на берега реки Чарыш.
Колыванстрой — заброшенный посёлок и своеобразный музей среди сосен, скал и сопок с видами старых дорог, проложенных в XVIII-XIX веках; штольнями опустевших шахт; названиями (Парижская улица, гора Фабричная); остатками следов былой деятельности Воскресенского рудника. Это место особенно нравится любителям экстремального туризма.

«Колыванский столп»

Комплекс «Колыванская шлифовальная фабрика», преемником которой является камнерезный завод им. И. И. Ползунова, стал единственным в России действующим памятником русского промышленного зодчества, который в 1995 году включён в Перечень объектов исторического и культурного наследия федерального (общероссийского) значения в категории «Памятники градостроительства и архитектуры» в соответствии с Указом Президента Российской Федерации. В его составе сохранилась старейшая плотина в Алтайском крае, которую возвели в 1729 г. из дерева и глины, старинное здание завода и основной цех для производства крупных заказов – стены этих сооружений выложены из гранита.
Сохранилось ещё одно уникальное историческое архитектурное сооружение — сторожевая башня форпоста, построенного для защиты рабочего люда от разорительных вражеских набегов. Дата строительства линии обороны, Колыванских или Старо-Колыванских заградительных сооружений, относится 1748-1756 гг..
Современники в 2014 году отдали дань памяти и уважения предкам, установив возле завода памятный знак — «Колыванский столп». Серый гранитный столб венчает красная ваза, тоже из гранита, но красного цвета. Столб опоясан выступами, на них граверы нанесли названия городов, в которых есть высокохудожественные уникальные изделия колыванских мастеров.
В районе расположено 124 памятника истории и культуры, из них 14 памятников архитектуры, 14 памятников истории, 96 курганов, курганных групп и древних поселений, датируемых от XV века до н. э. и до I века н. э.
В ближайшее время в регионе предполагается создание национального парка «Горная Колывань».
Объекты религиозного туризма: поселение Подсинюшка (бывший женский монастырь), Знаменская церковь в с. Курья, построенная в 1903 г., Святой источник на склоне горы Синюхи, Святой крест на вершине горы Синюхи.
В селе Колывань существуют шесть оборудованных турбаз: сезонных и работающих круглый год, несколько гостевых домов, усадеб и гостиниц. В них можно комфортно разместиться всей семьёй вместе с детьми (работает детская площадка). На туристических маршрутах, конных и пешеходных тропах есть места для отдыха, можно развести костёр и отдохнуть под навесом.